# ليلى زكريا عبد الرحمن

## الدكتورة ليلى زكريا عبد الرحمن
تلقت تعليمها الابتدائي والمتوسط والثانوي بمدينة كوستي وسط السودان ثم جامعة الخرطوم كلية الزراعة، حيث تخرجت ببكالوريوس بمرتبة الشرف ونالت درجة الماجستير في التقنية الحيوية وكذلك الدكتوراه والتي كانت عام 1995م من كلية الهندسة بجامعة يومست بمانشستر.
عرفت علي المستوي العالمي باكتشافتها العلمية ذات المردود الاقتصادي الكبير مثل:
- اكتشفت طريقة جذرية جديدة لزراعة قصب السكر ببذور صناعية تمكن زراعتها تماما مثل البذور الطبيعية لأول مرة في التاريخ، وهي طريقة أكثر إنتاجية وأقل تكلفة.علما بإنّ الطرائق التقليدية في زراعة قصب السكر من نموه حتى قطفه هي طرائق مهدرة ومكلفة في آن معاً. وقد حاول العلماء لسنوات عدة تربية أجنة أعواد قصب السكر في الماء حتى نموها لكنهم لم يفلحوا.

منحت الدكتورة ليلى زكريا عبد الرحمن براءة الامتياز لأكتشافها هذا من: الولايات المتحدة الأمريكية وأستراليا والصين والبرازيل وجنوب أفريقيا وكوريا الشمالية واندونيسيا وسريلانكا، واطلقت من ثم عملها الخاص في حقل الزراعة البيو-تقنية الذي سيرخص العمل بأكتشافها لأنتاج السكر، الجدير بالذكر ان العالمة الزراعية قامت بمنح المصانع السودانية حق الاستفادة المجانية من اختراعها داخل السودان.
- اكتشافها مضاداً طبيعياً للأكسدة ، يمكن ان يكون بديلاً مضموناً لمادة البوتكس المستخدمة في عمليات التجميل، جري الإعلان عنه بواسطة وكالة السودان للأنباء في تاريخ 20 يونيو 2013 م.

### الجوائز والتكريم
- منحت للدكتورة الميدالية الذهبية من حكومة السودان.
- فازت بالجائزة السنوية لأفضل مشروع علمى لشمال وغرب العالم.
- تم تكريم الدكتورة في مملكة البحرين.

### الوفاة
توفيت الدكتورة ليلي في يوم الأحد الأول من فبراير 2015 في العاصمة البريطانية لندن.